# Scaptius submarginalis
Scaptius submarginalis är en fjärilsart som beskrevs av Rothschild 1909. Scaptius submarginalis ingår i släktet Scaptius och familjen björnspinnare. Inga underarter finns listade.